# Linia U2 metra w Wiedniu
Linia U2 metra w Wiedniu – jedna z linii metra w Wiedniu. Obecnie ma 20 stacji i 16,7 km długości. Biegnie od Karlsplatz do Seestadt. Została otwarta w 1980 roku.
Stacje:
| Nr | Stacja                  | Dzielnica                          | Rozpoczęcie funkcjonowania |
| -- | ----------------------- | ---------------------------------- | -------------------------- |
| 1  | Karlsplatz              | Innere Stadt (1), Wieden (4)       | Sierpień 1980              |
| 2  | Museumsquartier         | Innere Stadt (1), Neubau (7)       | Sierpień 1980              |
| 3  | Volkstheater            | Innere Stadt (1), Neubau (7)       | Sierpień 1980              |
| 4  | Rathaus                 | Innere Stadt (1), Josefstadt (8)   | Sierpień 1980              |
| 5  | Schottentor-Universität | Innere Stadt (1), Alsergrund (9)   | Sierpień 1980              |
| 6  | Schottenring            | Innere Stadt (1), Leopoldstadt (2) | Sierpień 1980              |
| 7  | Taborstraße             | Leopoldstadt (2)                   | 10 maja 2008               |
| 8  | Praterstern             | Leopoldstadt (2)                   | 10 maja 2008               |
| 9  | Messe Prater            | Leopoldstadt (2)                   | 10 maja 2008               |
| 10 | Krieau                  | Leopoldstadt (2)                   | 10 maja 2008               |
| 11 | Stadion                 | Leopoldstadt (2)                   | 10 maja 2008               |
| 12 | Donaumarina             | Leopoldstadt (2)                   | 2 października 2010        |
| 13 | Donaustadtbrücke        | Donaustadt (22)                    | 2 października 2010        |
| 14 | Stadlau                 | Donaustadt (22)                    | 2 października 2010        |
| 15 | Hardeggasse             | Donaustadt (22)                    | 2 października 2010        |
| 16 | Donauspital             | Donaustadt (22)                    | 2 października 2010        |
| 17 | Aspernstraße            | Donaustadt (22)                    | 2 października 2010        |
| 18 | Hausfeldstraße          | Donaustadt (22)                    | 5 października 2013        |
| 19 | Aspern Nord             | Donaustadt (22)                    | 5 października 2013        |
| 20 | Seestadt                | Donaustadt (22)                    | 5 października 2013        |